# Precious Wilson
Precious Wilson, née le 18 octobre 1957 à Spanish Town, en Jamaïque est une interprète britannique. Elle réside à Londres.

## Biographie

### Eruption
Precious Wilson a commencé sa carrière au sein du groupe  Eruption tout d'abord comme choriste, puis, après le départ du leader du groupe en 1975, comme chanteuse en 1977.
À l'occasion d'une tournée en Allemagne en 1977, le producteur Frank Farian engagea le groupe en première partie de Boney M, puis les fit signer sur le label Hansa Records.
Elle a enregistré en studio les "backvocals" de quelques titres de Boney M et fut l'une des trois choristes
lors des concerts live du groupe en 1977 et 1978.
C'est avec la reprise de la chanson créée par Ann Peebles, "I Can't Stand the Rain", que le groupe décollera dans les classements des meilleures ventes en 1978.
En 1979, sur leur second album, un titre Hank Hunter et Jack Keller, "One Way Ticket" est un nouveau succès.
Precious Wilson quitta alors le groupe pour entamer une carrière solo.

### Carrière Solo
Son premier titre en solo fut une reprise de Hold On I'm Coming de Sam & Dave, sortie en août 1979. Ce titre fut aussi inclus dans le quatrième album de Boney M. :Oceans of Fantasy.
Son premier album, On the Race Track est sorti chez Hansa en octobre 1980. Le premier extrait fut Cry to Me que Precious Wilson présenta accompagnée du groupe de danse Sky Train.
Les différents extraits de l'album connurent un important succès notamment en Suisse et en Allemagne.
Son second album fut All Coloured in Love, sorti en 1982. En France, Italie et Grande-Bretagne, il parut sous le titre Red Light.
Son troisième album, Funky Fingers (décembre 1983), est un album de reprises de standards de la soul music.
En 1985, elle changea de label pour Jive Records et s'entoura d'une nouvelle équipe de production. Elle sortit alors plusieurs singles, dont I'll Be Your Friend (un hit au U.S. Top 40 R&B ), thème du film Le Diamant du Nil, et Nice Girls Don't Last (Love Can't Wait aux États-Unis).
Au début des années 1990, elle reprit la chanson de Sheila and B. Devotion, Spacer.
Depuis 1992, Precious Wilson tourne à travers le monde sous son propre nom ou sous celui de « Eruption featuring Precious Wilson ».

## Discographie

### Albums
- 1980 : On the Race Track
- 1982 All Coloured in Love
- 1983 Funky Fingers
- 1986 Precious Wilson

### Quelques chansons
- 1975 :"Let Me Take You Back In Time" (Lead Vocals Precious Wilson/ Lindel Leslie)
- 1977 :"I Can't Stand The Rain" / "Be Yourself" Lead Vocals Precious Wilson/Morgan Perrinue
- 1978 :"Party Party" Lead Vocals Precious Wilson, "Leave A Light" Lead Vocals Precious Wilson
- 1979 :"One Way Ticket" / "Left Me In The Rain"  (Lead Vocals Precious Wilson/Precious Wilson and Eric Kingsley), "Sweet Side" Lead Vocals Precious Wilson, "Hold On, I'm Coming'"
- 1980 :"Cry to Me"
- 1981 :"We Are on the Race Track", ""Everybody Needs Somebody to Love|I Need You"
- 1982 :""I Don't Know", ""Raising My Family", ""Red Light"",
- 1983 :""Let's Move Aerobic", ""I Need You,
- 1984 :"River Deep - Mountain High",
- 1985 :""I'll Be Your Friend"
- 1986 :"The Jewel Of The Nile" (1986, 20TH Century Fox Movie Sound Track, starring Michael Douglas), "Nice Girls Don't Last", "Love Can't Wait",
- 1987 :"Only the Strong Survive (Jerry Butler song)|Only the Strong Survive"
- 1990 :"I May Be Right 4U"
- 1992 : "Spacer" (with the Funky French Guy)
- 1993 : "I Feel Love" (with Messiah)